# Дупонт (Пенсилванија)
Дупонт (енгл. Dupont) град је у америчкој савезној држави Пенсилванија.

## Демографија
По попису из 2010. године број становника је 2.711, што је 8 (-0,3%) становника мање него 2000. године.
| Група             | 2000.         | 2010.         |
| Белци             | 2.695 (99,1%) | 2.629 (97,0%) |
| Афроамериканци    | 12 (0,4%)     | 13 (0,5%)     |
| Азијати           | 2 (0,1%)      | 16 (0,6%)     |
| Хиспаноамериканци | 3 (0,1%)      | 31 (1,1%)     |
| Укупно            | 2.719         | 2.711         |